# Hökmäli
Hökmäli (azerbajdzjanska: Hökməli, tidigare ryska: Геокмалы: Geokmaly) är en ort i Azerbajdzjan.   Den ligger i distriktet Apsjeron, i den östra delen av landet, 14 km väster om huvudstaden Baku. Hökmäli ligger 188 meter över havet och antalet invånare är 4 463.
Terrängen runt Hökmäli är platt norrut, men söderut är den kuperad. Hökmäli ligger uppe på en höjd. Runt Hökmäli är det tätbefolkat, med 982 invånare per kvadratkilometer.. Närmaste större samhälle är Baku, 14,4 km öster om Hökmäli.
Omgivningarna runt Hökmäli är i huvudsak ett öppet busklandskap.